# Натюрморт с лимонами, апельсинами и розой
«Натюрморт с лимонами, апельсинами и розой» (исп. Naturaleza muerta con limones, naranjas y taza, англ. Still Life with Lemons, Oranges and a Rose) — картина, написанная в 1633 году испанским художником Франсиско де Сурбараном (Francisco de Zurbarán, 1598—1664). Принадлежит Музею Нортона Саймона в Пасадине (Калифорния, США). Размер картины — 62,2 × 109,5 см. Также употребляется название «Натюрморт с апельсинами и лимонами».
Несмотря на устоявшееся название картины, в левой части картины изображены не лимоны, а цитроны, которые отличаются от лимонов более толстой и бугристой кожурой.

## Описание
Три группы предметов — жёлтые цитроны на тарелке, оранжевые апельсины в корзинке, а также чашка на серебряной тарелке с лежащей розой, — ярко выделяются на тёмно-коричневой поверхности стола и чёрном фоне позади него. Считается, что изображённые предметы являются религиозной аллегорией Троицы. Кроме этого, апельсины с цветками и чашка с водой ассоциируются с чистотой Девы Марии, а роза без шипов — с непорочным зачатием.
Рентгенограмма картины показала, что изначально Франсиско де Сурбаран изобразил ещё одну серебряную тарелку, стоящую между тарелкой с цитронами и корзинкой с апельсинами, на которой лежали карамелизованные кусочки батата (сладкого картофеля) — популярного в то время в Испании лакомства (batatas confitadas).

## История
Картина была написана в 1633 году. Она считается единственным натюрмортом Франсиско де Сурбарана, который был подписан и датирован самим художником.
С 1930-х годов картина принадлежала собранию итальянского коллекционера Алессандро Контини-Бонакосси из Флоренции. Как и все другие картины из коллекции, предполагалось, что она перейдёт с собственность государства, но в результате сложных переговоров наследникам Контини Бонакосси удалось сохранить у себя часть картин, включая этот натюрморт.
В 1972 году картина была приобретена Нортоном Саймоном, который заплатил за неё 2 725 000 долларов — на тот момент, это была третья по величине цена, выплаченная за картину «старых мастеров».

## Другие картины
Примерно в 1630 году Сурбаран написал небольшую (21,2 × 30,1 см) картину, на которой он изобразил чашку с серебряной тарелкой и розой, примерно в том же самом ракурсе, как на этом натюрморте. Эта картина, «Чашка с водой и роза», в настоящее время находится в Лондонской Национальной галерее.
Известна ещё одна картина Сурбарана с похожим расположением предметов — «Натюрморт с четырьмя сосудами» (46 × 84 см), хранящаяся в музее Прадо в Мадриде.
|  |  |